# Enfermedad infecciosa emergente

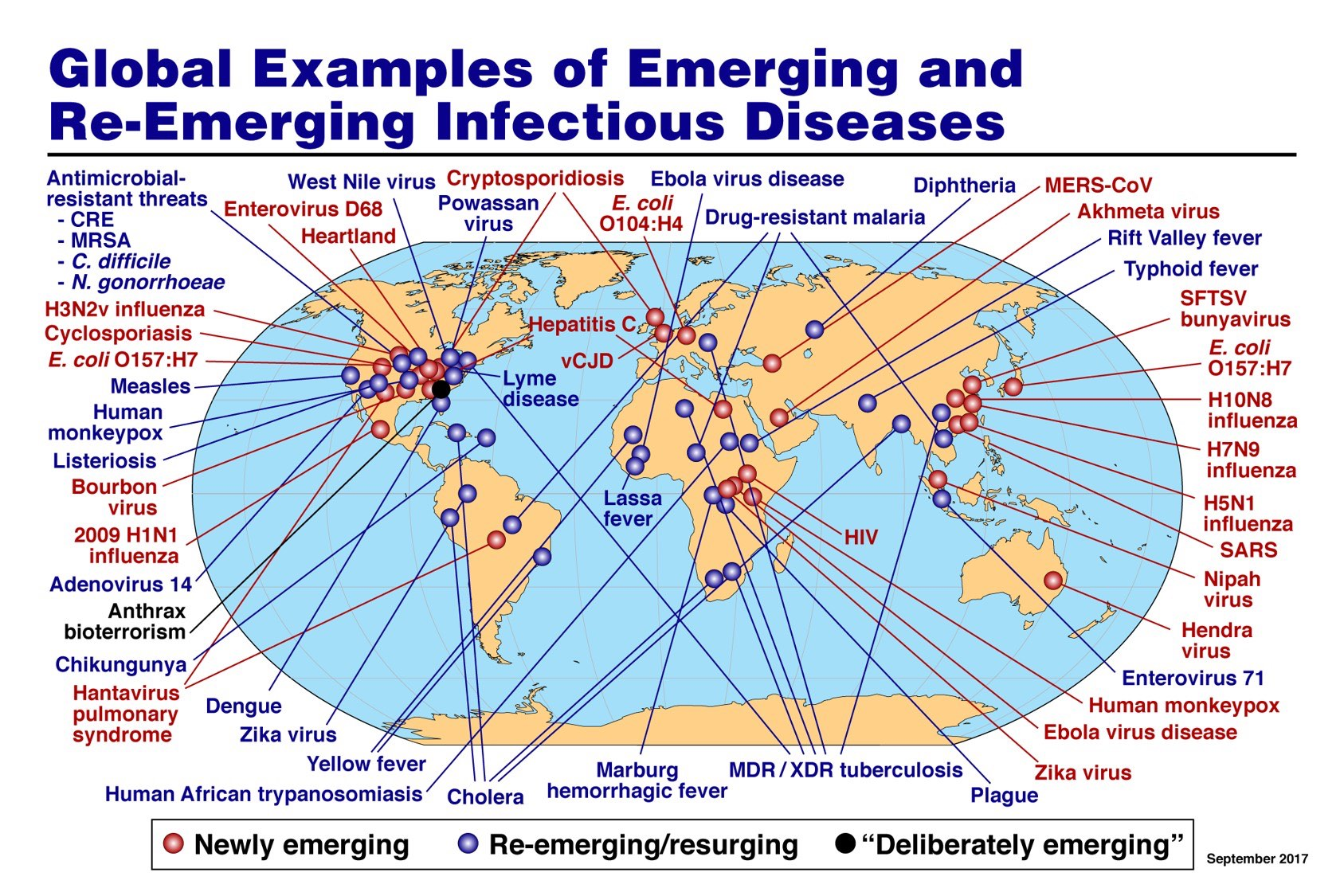
Mapa que muestra las principales enfermedades emergentes hasta septiembre de 2017.

Enfermedades emergentes —que engloba a las enfermedades infecciosas emergentes— son aquellos problemas de salud cuyo origen se identifica dentro de la historia reciente (aproximadamente en los últimos veinte años). Las enfermedades infecciosas emergentes son, pues, las enfermedades de este tipo que además son infecciosas o contagiosas, es decir, que son causadas por organismos como bacterias, virus, hongos o parásitos.

## Concepto
El concepto de enfermedades emergentes fue acuñado en 1992 por el Instituto de Medicina de los EE. UU., y se refiere a aquellas enfermedades descubiertas en los últimos veinte años, a las previamente conocidas consideradas controladas, a aquellas en franco descenso y a las casi desaparecidas que volvieron a emerger. Los agentes etiológicos no necesariamente producen una infección; por lo que podemos considerar que las enfermedades emergentes involucran enfermedades que son producidas por algún organismo infectante o no.
La OMS y los Centros para el Control y Prevención de Enfermedades de EE.UU descubrieron más de cien enfermedades infecciosas que afectan al humano y al resto de los animales, que recientemente han aumentado o que muestran una tendencia a aumentar bien sea el rango geográfico de presencia y/o la actividad epidémica y/o la gravedad (Rey, 2007). En los últimos veinticinco años, por ejemplo, han aparecido más de treinta nuevos microorganismos, algunos de ellos causantes de enfermedades mortales, entre tanto muchas enfermedades comunes han reaparecido y se han propagado con rapidez después de períodos en que ya no se consideraban problemas de salud pública (Suárez Larreinaga & Berdasquera, 2000).
En el contexto conservacionista, las nuevas infecciones son una amenaza también para los esfuerzos de conservación de especies en peligro de extinción; como en el caso de la epidemia vírica que diezmó a las focas del Mar del Norte en los años 1980.
En el caso de las enfermedades emergentes infecciosas son una de las amenazas más graves para la salud pública. La aparición de una nueva cepa, muy virulenta, como es el virus de la gripe, produjo en 1918 la epidemia llamada  «gripe española», que dejó más de cuarenta millones de muertos. Unos veinticinco millones de muertes produjo el sida. Una mortalidad asociada muy alta, como en el sida, o una elevada tasa de contagio, como en la gripe, indican la medida del riesgo de dicha enfermedad. El virus del Ébola, en el que se combinan un ciclo muy rápido y una elevada infectividad, presentan poca eficacia a transmitirse de forma epidémica. La gripe aviaria representa la amenaza cuando afectan a los animales de cría, es una enfermedad grave y muy contagiosa, susceptible de producir una situación difícil de controlar. Así también, la encefalopatía espongiforme bovina, por sus consecuencias para la economía agraria y el suministro de alimentos. Lo mismo puede decirse de las plantas cultivadas; la irrupción de la filoxera produjo una crisis radical de la viticultura tradicional europea a finales del siglo XIX. Nuevas [cepas] de viejas enfermedades con diferentes características inmunológicas, más virulentas, y diferente reacción a los antibióticos son frecuentemente responsables de nuevos brotes de estas enfermedades. Ejemplos de esto incluyen la influenza, el cólera, la tuberculosis, entre otras (Rey, 2007).

### Categorías
Se proponen tres categorías:
- Nuevas
- Emergentes
- Reemergentes

### Nuevas Enfermedades
Incluye enfermedades de reciente aparición, no conocidas anteriormente. El rótulo de “nuevas” no implica que sus agentes o las enfermedades que causan no existieran previamente sino que ha sido reciente su conocimiento, extensión o gravedad. En general el proceso se cumple en dos etapas: 1º) introducción del agente en una población sensible, no afectada anteriormente. 2º) arraigo y posterior extensión del agente en el nuevo hospedero. La intervención de factores accesorios que facilitan una u otra de esas etapas precipitan la emergencia o difusión de la nueva enfermedad.

### Infecciones emergentes
Son aquellas conocidas en cuanto a sus agentes, pero que recientemente han adquirido carácter epidémico, mayor gravedad o extensión a regiones en las que antes no existían. En este grupo se incluyen bacterias, hongos, virus y también parásitos.

### Infecciones reemergentes
Incluye enfermedades anteriormente conocidas y controladas o tratadas eficazmente y cuya frecuencia y/o mortalidad se encuentra en la actualidad en constante aumento.

## La salud como concepto integral
En un contexto de salud ambiental, la medicina ecológica es un nuevo campo de investigación y acción para conciliar el cuidado y la salud de los ecosistemas, y con ello de las poblaciones, comunidades e individuos. Este nuevo concepto de la medicina más integral, y concibe que la salud del ecosistema de la tierra es la base de la salud del todo en un concepto más abarcativo donde el hombre es actor y miembro a la vez de la fenomenología de la salud.
El impacto humano o la huella ecológica son notorios año a año, como son el mal uso de los recursos, el interés económico no amigable con el ambiente y las tecnologías inadecuadas, rápidamente está degradando el medio ambiente. Este impacto, a su vez, está creando nuevas formas de pobreza humana y del ecosistema y la enfermedad.
Medidas de salud pública, educación y avances médicos han reducido significativamente la muerte y enfermedad en muchas partes del mundo, pero al mismo tiempo, algunos de estos avances vienen a un costo considerable, y los beneficios no son distribuidos uniformemente.
Además, nuevas y viejas enfermedades se han extendido con mayor rapidez. Mientras tanto, la producción industrial de medicamentos y tecnologías a beneficio de la salud, también contribuyen a la creciente carga de toxinas ambientales en las personas, el aire, el agua, fauna en general y plantas.
El mundo moderno ha vivido pandemias históricas, como la denominada peste negra del Siglo XIV, la [viruela] en el Siglo XIX, y la gripe española en postrimerías de la 1ª Guerra Mundial, cuando volvieron los combatientes del frente bélico europeo en los años 1918 y 1919. Más recientemente, constituyen ejemplos válidos el virus de la inmunodeficiencia humana (VIH), la gripe denominada porcina, la gripe aviar H5N1 originaria de Asia, y en el 2003 el coronavirus humano del síndrome respiratorio agudo y grave (SARS), que se originó en Asia.

## En Sudamérica
Las enfermedades infecciosas emergentes y reemergentes que tuvieron mayor repercusión sobre la salud de la población durante el quinquenio de 1999–2003 fueron: la malaria, la fiebre amarilla, el dengue hemorrágico, el sida, el carbunco y el Síndrome Agudo Respiratorio Severo(SARS), Hantavirus y el virus del Nilo Occidental (Rey, 2007; Suárez Larreinaga & Berdasquera, 2000). Algunas de estas enfermedades, como el SARS, presentan una distribución geográfica focal, mientras que otras, como el dengue, se dispersan ampliamente y se han convertido en un problema mundial (Thompson et al., 2010).
| ENFERMEDAD                   | AGENTE                     | TIPO      | RECONOCIMIENTO |
| ---------------------------- | -------------------------- | --------- | -------------- |
| Fiebre hemorrágica argentina | Arenavirus                 | RE        | 1958           |
| Hanta Virus                  | E                          | sin datos |                |
| Dengue                       | Flavivirus                 | RE        | 1789           |
| Fiebre Amarilla              | Flavivirus                 | RE        | sin datos      |
| Fiebre de Ébola              | Filovirus                  | E         | 1977           |
| Enfermedad del Nilo          | Flavivirus                 | E         | 1937           |
| Síndrome Urémico Hemolítico  | Escherichia coli 0157:H7   | E         | 1982           |
| SIDA                         | HIV                        | E         | 1983           |
| Úlceras gástricas            | Helicobacter pylori        | E         | 1986           |
| Enfermedad de Lyme           | Borrelia burgdorf          | E         | 1982           |
| Legionelosis                 | Legionella pneumophila     | E         | 1977           |
| Cólera                       | 'Vibrio cholerae cepa0139  | E         | 1993           |
| Cólera                       | Vibrio cholerae            | RE        | sin datos      |
| Malaria                      | Plasmodium sp              | RE        | sin datos      |
| Tuberculosis                 | Mycobacterium tuberculosis | RE        | sin datos      |
| Tos ferina                   | Bordetella pertusis        | RE        | sin datos      |
| Difteria                     | Corynebacterium diphteriae | RE        | sin datos      |
| Cryptosporidiasis            | Criptosporidium parvum     | RE        | sin datos      |
| Rabia                        | Rhabdovirus                | RE        | sin datos      |
| Leptospirosis                | Lestospira sp              | RE        | sin datos      |
| Peste Bubónica               | Yersinia pestis            | RE        | sin datos      |

RE: reemergente E: emergente

## Factores coadyuvantes
Algunos de los factores mundialmente reconocidos, más importantes en la aparición y diseminación de enfermedades emergente y reemergentes son:

### Ambientales

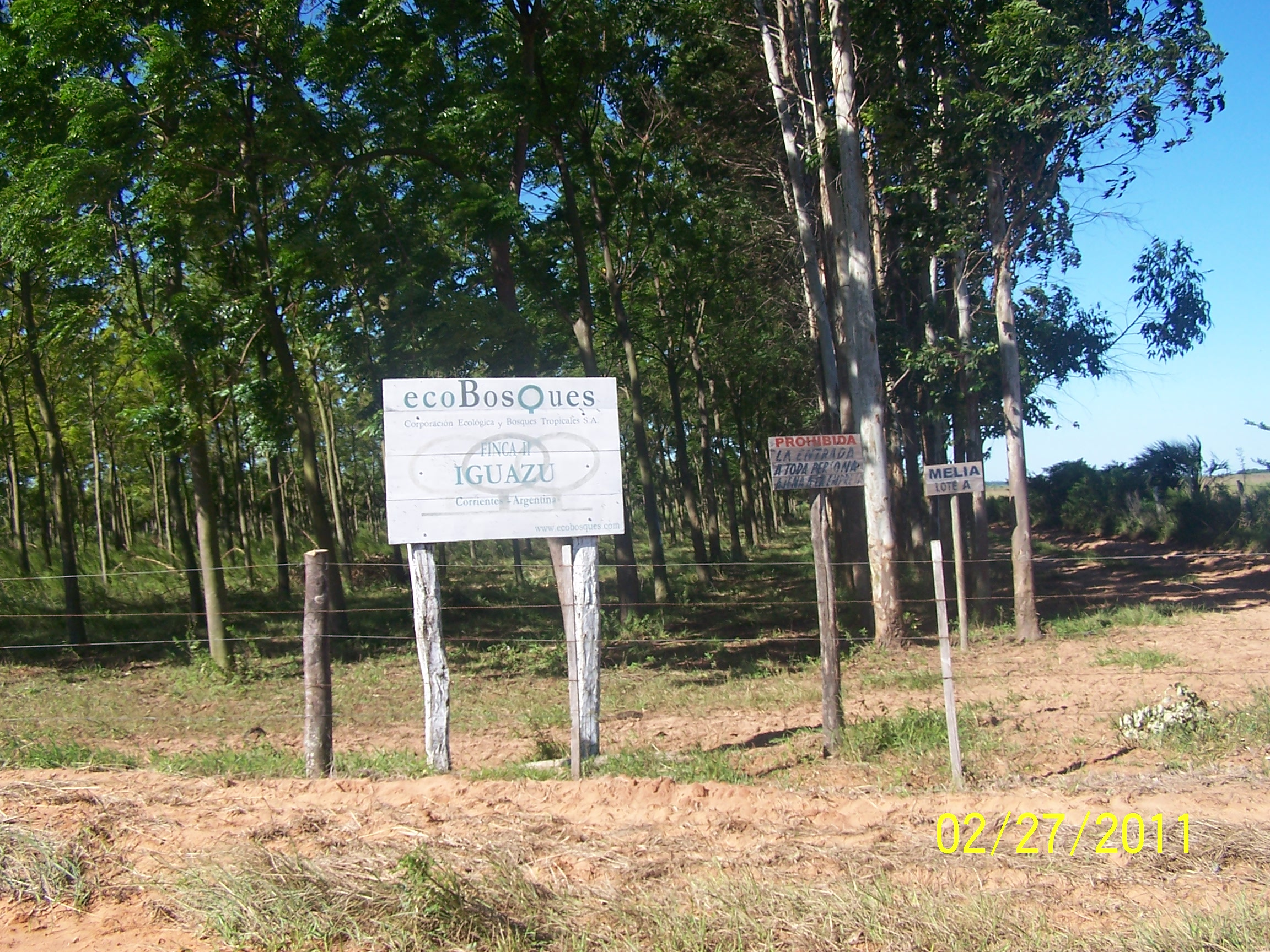
Forestal activa, en Corrientes (Argentina), actividad pujante. El uso de herbicidas y otros plaguicidas para el control de insectos están promoviendo un desmejoramiento en la salud de las poblaciones rurales las que pueden ascender a unos miles. La fauna silvestre también se está viendo afectada. Foto: Asociación Huellas, Bahía Blanca

Muchos factores tienen influencia en la aparición de enfermedades infecciosas en determinados sitios y factores ambientales cambian la distribución y el impacto de las infecciones por medio de variados mecanismos. Por ejemplo, la deforestación conlleva a la fragmentación de los hábitats aumentando el efecto de borde, lo cual favorece el contacto entre patógenos, vectores y hospederos. Algunas enfermedades infecciosas pueden emerger o re-emerger como resultado de patógenos invadiendo un nicho recién creado o recién desalojado debido a cambios ambientales. La construcción de carreteras, irrigación de campos, construcción de represas, sistemas intensivos de agricultura y producción animal, extensión descontrolada de áreas urbanas, pobre sanidad pública, y contaminación (Rey, 2007). El uso indiscriminado de insecticidas considerados plagas aun sin motivos de serlo para controlarlos en áreas de forestación y zonas agrarias, así como el uso de compuestos antimicrobianos, ha propiciado el desarrollo de una amplia resistencia en los organismos blanco, lo cual hace más difícil controlar algunas enfermedades o sus vectores.

### Cambio climático
El cambio climático (calentamiento global, aumento de precipitaciones) perturba los ecosistemas naturales y favorece las condiciones ideales para la propagación de enfermedades, especialmente aquellas vinculadas a vectores, agua y alimentos. La mayoría de las enfermedades infecciosas , especialmente las transmitidas por vectores son altamente sensibles a los cambios climáticos. Así, insectos vectores de enfermedades como el de Paludismo, Fiebre amarilla, el Dengue, se extienden hacia otras zonas geográficas, provocando un incremento de las enfermedades que difunden.Los insectos vectores tienden a ser más activos a temperaturas más altas. Por ejemplo, los mosquitos tropicales tales como las especies de Anopheles, que transmiten malaria, requieren temperaturas por encima de 16 °C para completar su vida ciclos (Shuman 2010).

### Factores derivados del desarrollo económico y utilización de la tierra
Las presiones comerciales y poblacionales han conducido a la invasión de los bosques y selvas, exponiendo a las poblaciones a agentes exóticos y enfermedades enzoonóticas como la fiebre amarilla, la rabia, las fiebres hemorrágicas por Arenavirus, entre otras (Suárez Larreinaga y Berdasquera Corcho, 2000). Según, Riverón Cortegueral (2002) el desarrollo agrícola es uno de los factores de emergencia de enfermedades, pues es una de las vías más comunes que alteran o interfieren con el medio ambiente.

### Demográficos
El crecimiento demográfico junto con el aumento de la urbanización, ocasionan una mayor interacción humana con el consiguiente aumento de contagio de enfermedades. Migraciones desde zonas rurales hacia las grandes ciudades o hacia países desarrollados, generan situaciones epidemiológicas nuevas, dado que arriban personas que pueden constituir reservorios de agentes que antes no existían en el lugar.

### Comercio internacional
El comercio internacional también contribuye a la aparición y diseminación de enfermedades. Los viajes de comerciantes y empresarios, que involuntariamente contribuyen a la diseminación de enfermedades y parásitos de una región o de un país a otro. A su vez, el gran aumento del comercio de productos alimenticios, aumenta el riesgo de transmisión de enfermedades diversas. Así mismo, el comercio ilegal de animales silvestres también puede representar un riesgo potencial para transportar y transmitir enfermedades infecciosas.

### Adaptación y cambio de los microorganismos
La resistencia antimicrobiana a los fármacos es uno de los factores que más preocupa en nuestros días. La automedicación, el uso de dosis insuficientes, ciclos incompletos de tratamientos, las inadecuadas políticas en el uso de antibióticos en los hospitales, la escasa documentación de los resultados de ensayos clínicos para nuevos antibióticos y la no existencia de vigilancia y notificación de la sensibilidad y resistencia antimicrobiana colaboran a que este factor cobre ambientalmente cada vez más importancia (Valdés García et al. 1998).

### Cambios tecnológicos
Son aquellos vinculados a la medicina, como los trasplantes de órganos, injertos y transfusiones; como así también los productos de las ciencias veterinarias y agrarias lo que incluye las nuevas prácticas de siembra y cosecha de cultivos diversos, los cambios en el procesamiento y empaquetamiento de los alimentos y la industrialización masiva de productos cárnicos y otros comestibles.
En este sentido, la acuicultura ha provocado una modificación de la prevalencia de las enfermedades parasitarias transmitidas por peces.

### Políticas de salud pública
Por mucho tiempo los mecanismos de prevención fueron eficaces para controlar la aparición y extensión de gran parte de las enfermedades transmisibles. La imposibilidad de la erradicación de algunas, les ha dado a muchas infecciosas la oportunidad para resurgir por descuido o por razones económicas que no favorecieron continuar con las prácticas preventivas. Un ejemplo es lo que ha ocurrido en el caso de la difteria, cuando fueron virtualmente abandonados los controles, la vigilancia y la vacunación, por un falso concepto de haber alcanzado el éxito.
Una enfermedad infecciosa emergente aparece cuando se da una o más de las siguientes circunstancias:
- Aparición de una nueva cepa de un agente infeccioso por evolución, dentro de la población afectada, de otra cepa preexistente, venciendo las defensas naturales o, en el caso de las poblaciones humanas o de animales domésticos, cuando se desarrolla resistencia a las estrategias preventivas o terapéuticas usadas con mayor o menor éxito hasta el momento.
- Expansión del área de una infección preexistente a un nuevo territorio. Puede ocurrir por la expansión a su vez de un vector, o por la migración de individuos portadores. Durante la formación de los imperios europeos, esto dio lugar a numerosas epidemias en la población indígena de los territorios conquistados.
- Implantación en una especie nueva de un agente infeccioso procedente de otra especie salvando la llamada barrera de especie, acompañada a menudo de rápida evolución y adaptación al nuevo huésped. Es el mecanismo fundamental de aparición de enfermedades infecciosas y está detrás de las principales alarmas sanitarias de los últimos años, como las relacionadas con el sida, la gripe aviaria o el SARS.

.... No es por azar que los microbios, que fueron los primeros habitantes de nuestro planeta, hayan sobrevivido durante 3.800 millones de años a todos los cataclismos que lo afectaron, sino que deriva de su infinita capacidad de adaptación a los más diversos ambientes y circunstancias.  Son estas las características que jalonan toda la historia del hombre en su lucha para controlar las enfermedades trasmisibles. El tema de esta conferencia, tal como lo puede exponer un microbiólogo, tiene un interés relativo para los Pediatras como especialistas aunque si lo tiene para los Pediatras como médicos y aún como científicos que se interesen por los fenómenos naturales y especialmente por las relaciones de la especie humana con el ambiente en el que vive. Sin embargo hay algunos capítulos de este gran tema que seguramente les interesa en forma directa y a los que nos referiremos en lo que sigue, especialmente el que se refiere al alarmante aumento de frecuencia de la resistencia a las drogas antimicrobianas, afectando la terapéutica de las enfermedades transmisibles en la infancia.

Parte de una conferencia del Dr. Ciro Peluffo.

### Circunstancias sociales
Determinadas circunstancias sociales y culturales favorecen la aparición de nuevas epidemias sobre las poblaciones humanas. Varios momentos de la historia social y económica han propiciado de formas distintas este fenómeno:
- En las sociedades cazadoras/recolectoras el contacto inmediato con una gran variedad de reservorios naturales en un ambiente ecológico heterogéneo debió propiciar el paso de la barrera de especie en muchas ocasiones. Todavía hoy la epidemia de sida parece haber tenido su origen en variantes del virus de la inmunodeficiencia de primates que pasaron a habitantes humanos de África Central y Occidental, seguramente por la caza de los monos implicados.
- La expansión urbana y comercial puso en contacto al conjunto de las poblaciones de Eurasia, facilitando el intercambio entre los imperios mediterráneos y orientales de sus respectivos patógenos tradicionales.
- La expansión imperialista de Europa fue responsable de la irrupción en las Américas y el Pacífico, cuyas poblaciones habían permanecido largamente aisladas de las del Viejo Mundo, de patógenos para los que no tenían defensas. Las epidemias subsecuentes produjeron un grave hundimiento demográfico, a la vez que se convirtieron en factores que alimentaron desequilibrios socioeconómicos con impactos en el largo plazo, tales como patrones de reasentamiento humano inadecuados.

## Enfermedades emergentes y conservación
La mayoría de los ecosistemas incluyen organismos tales como virus, bacterias, hongos y parásitos que causan la enfermedad. Ecosistemas y fauna saludable han evolucionado las defensas necesarias antes de que tengan efectos devastadores. Un ecosistema con una gran cantidad de variación (diversidad genética y diversidad de especies) es más resistente a los impactos de la enfermedad porque hay mayores posibilidades de que algunas especies hayan evolucionado resistencia, o si una especie se pierde, probablemente habrá otra especie para llenar el nicho de una extinta. Pero, donde los ecosistemas no son saludables, debido a la pérdida de la biodiversidad y las amenazas, como la pérdida de hábitat, contaminantes, calentamiento global o las especies invasoras, vida silvestre y los ecosistemas son más vulnerables a las enfermedades emergentes. Enfermedades causadas por o por especies invasoras amenazan particularmente, como vida silvestre no puede tener ninguna inmunidad natural a ellos.
Algunas de las numerosas enfermedades que amenazan la vida silvestre de Estados Unidos según la Wildlife Conservation Society:
- Hongo quítrido: Batrachochytrium dendrobatidis (o "quítrido" para abreviar), es un hongo que crece en la piel de los anfibios, interferir con su capacidad de respirar o tomar agua a través de su piel. Se ha extendido en todo el mundo, infectando y diezmando las poblaciones de anfibios. Es un asesino global de anfibios.
- Fibropapilomatosis: de las tortugas marinas en todo el mundo, las que se infectan con esta enfermedad, posiblemente causada por virus, que causa tumores aparezcan en la piel o internamente. Estos tumores pueden hacer difícil la supervivencia para una tortuga, como nadar, comer o ver, y debilitan el sistema inmunológico de a poco.
- Síndrome de nariz blanca: cientos de miles de murciélagos en el noreste de los Estados del Atlántico medio se han infectado o han muerto por el hongo blanco-nariz. La enfermedad afecta a los murciélagos en periodo de hibernación, lo que parece tener una sustancia blanca en sus caras y alas, que es el hongo.
- Encefalopatía espongiforme: enfermedad crónica altamente contagiosa y mortal enfermedad neurológica, que infecta principalmente ciervos y alces. La enfermedad se cree que es causada por una proteína modificada que se llama un prion.
- Enfermedad del giro: trucha, salmón y pescado blanco han sido infectadas por el parásito Myxobolus cerebralis que causa la enfermedad denominada whirling. Daña los nervios y cartílagos, conduciendo a los peces jóvenes a la muerte y a los peces mayores a nadar en un movimiento giratorio o persiguiendo la cola, lo que les hace difícil encontrar alimentos y lo que aumenta su vulnerabilidad a los depredadores.
- Peste silvestre: perritos son altamente susceptibles a esta enfermedad bacteriana, que es transmitida por pulgas. El hurón de patas negras, Mustela nigripes, en peligro de extinción está en un riesgo aún mayor a los efectos de la enfermedad, porque no sólo él puede ser infectado por la enfermedad, sino también el perrito de las praderas su fuente primaria de alimento.

## Abordaje
Los requerimientos básicos para el estudio y el tratamiento de las enfermedades emergentes son el reconocimiento de la enfermedad y la intervención para evitar la propagación de la enfermedad. El primer paso en el reconocimiento de una enfermedad es la vigilancia. Argentina, cuenta con el Sistema Nacional de Vigilancia de la Salud (SNVS), constituye el sistema oficial de notificación, a través del cual se recopila, analiza e interpreta en forma sistemática y continua datos específicos sobre los procesos de salud enfermedad. Esta información permite la toma de decisiones relativas al control, prevención, evaluación de programas y comunicación en salud. El sistema integra las estrategias vigilancia clínica, laboratorial, unidades centinela y de programas específicos a través de una plataforma web, montada en Internet para la llegada de información en línea a diferentes centros decisores. Esta red virtual se conforma a través de usuarios habilitados en todo el país. Permite tanto la notificación de los distintos eventos, como el análisis sistemático y rápido de la información disponible.

## Enfermedades infecciosas emergentes en Sudamérica

### Influenza
Numerosos autores consideran sorprendente que las pandemias de influenza parecen tener un origen agrícola y lo vinculan con la cría de patos y cerdos en China. Las cepas que ocasionan epidemias anuales o bienales son por lo regular, el resultado de la mutación; sin embargo, los virus pandémicos de influenza no surgen por este proceso. En vez de ello, segmentos genéticos de dos cepas de influenza se asocian para producir un nuevo virus capaz de infectar a los humanos. Estudios realizados por algunos investigadores indican que aves acuáticas como los patos, constituyen grandes reservorios de virus de influenza y que los cerdos pueden servir como “vasos mezcladores” para nuevas cepas de influenza en mamíferos. Resulta interesante conocer que los virus pandémicos de influenza han llegado de China.

### Dengue

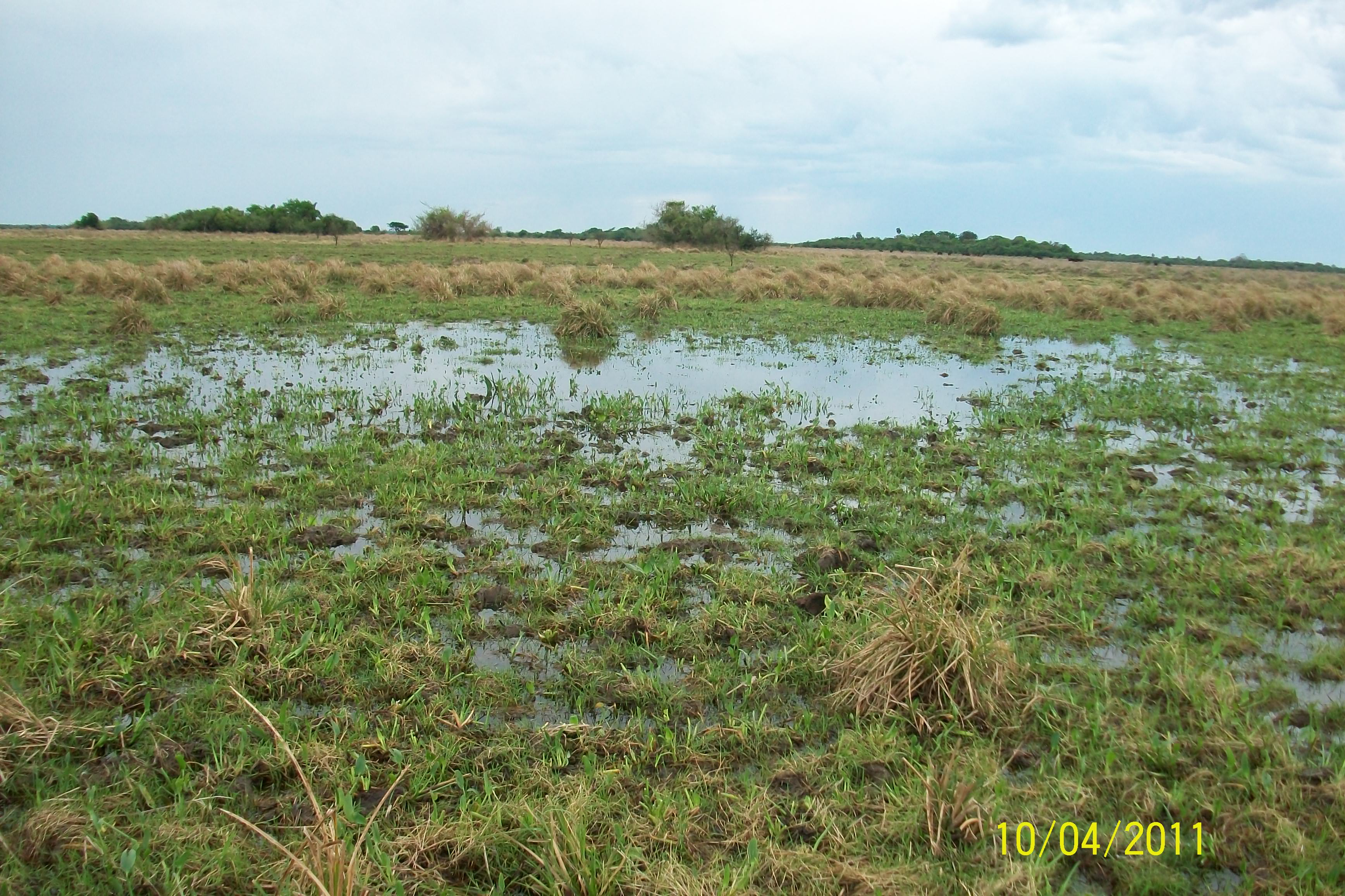
Humedales naturales del Nordeste Argentino. Estos cuerpos de agua que se forman a partir de las lluvias en los períodos húmedos, suelen ser las fuentes naturales para la reproducción de los mosquitos. Es muy difícil controlar y monitorear estos sitios. Foto: Asociación Huellas, Bahía Blanca

Enfermedad viral transmitida por mosquito.Es endémico en la mayoría de los países tropicales del Sur y Sureste de Asia, de las regiones del Pacífico, Centro y Sudamérica, el Caribe y África. El dengue hemorrágico es la forma más severa de la enfermedad. Su surgimiento ha sido sumamente notable en las Américas extendiéndose a numerosos países de Centro América, Venezuela, Colombia, Perú y Argentina donde han aparecido nuevos tipos de virus. El agua se asocia con la emergencia de esta enfermedades, simplemente porque los mosquitos vectores se crían en un medio líquido.

### Fiebre amarilla
La fiebre amarilla se reporta todavía[¿cuándo?] en Perú, Colombia y Bolivia.

### Malaria
La malaria es un serio problema de salud en Brasil, que presenta cepas de Plasmodium falciparum resistente a las drogas que normalmente se usaban en su tratamiento. Esta enfermedad existe en todo el Caribe.

### Cólera
De acuerdo a Riverón Cortegueral (2002), la situación de las enfermedades infecciosas emergentes y reemergentes en las Américas es extremadamente seria, pues existe un número elevado de enfermedades infecciosas, entre ellas, el cólera (Vibrio cholerae 01 el Tor Inaba) que penetró en las Américas a través de Perú y produjo una epidemia en el país que se extendió a todos los países de la región excepto Uruguay en Sudamérica y los países del Caribe. Regresó al continente americano en proporciones epidémicas en 1991, introduciéndose por Perú, después de una ausencia de 90 años.

### Hantavirus
El síndrome pulmonar por Hantavirus, vinculado a la aspiración aerosolizada de orinas y heces de ratas y que apareció por vez primera en EE.UU. en 1993, durante los años 1996 y 1997 reapareció en Chile, Argentina y Perú. Las fiebres hemorrágicas han sido objeto de estudio en nuestros países de América y una de las primeras fue la producida por el virus de Junin en Argentina, posteriormente han aparecido otros como el virus Machupo que produjo la fiebre hemorrágica boliviana (FHB), el Virus Sabia que dio lugar a la fiebre hemorrágica brasileña y el virus Guanarito descrito como agente de la fiebre hemorrágica venezolana.

### Síndrome urémico hemolítico
El síndrome uremico hemolitico por Escherichia coli  0157:H7 se identificó por vez primera en Canadá y EE.UU. en 1982

### Mal de Chagas
La enfermedad de Chagas (tripanosomiasis americana) una enfermedad descrita hace muchos años, se estima que existan más de 30 millones de pacientes afectados por ella en Bolivia, Argentina, Paraguay y Brasil y en América Central.

### Tuberculosis
La tuberculosis se ha visto incrementada en el mundo y en nuestra América, principalmente en los países con situaciones económicas precarias y en las poblaciones marginales que se encuentran en la periferia de las grandes ciudades. También han influido en este aumento de la morbilidad y mortalidad, la resistencia a las drogas antituberculosas y el deterioro de los programas de control y al re-emerger esta aparece en la cavidad bucal.

### VIH/sida
La infección por VIH/sida considerada como la “epidemia del siglo” incrementa los casos de personas seropositivas, sumando más casos a nivel mundial.

### Leptospirosis
Se ha incrementado en los países de América Central, principalmente en Nicaragua.

## Control y seguimiento
En referencia a lo que mencionan Suárez Larreinaga y Berdasquera Corcho (2000), como parte de la vigilancia de estas enfermedades se deben tener en cuenta las siguientes recomendaciones:
- Vigilancia epidemiológica de viajeros internacionales o extranjeros con cuadros clínicos sospechosos de enfermedades exóticas
- Vigilancia epidemiológica universal de todas las personas, no importa la edad, en todas las unidades de salud, con cuadro clínico sospechoso de padecer una enfermedad no habitual o desconocida.
- Vigilancia clínico - epidemiológica de síndromes, más que enfermedades. Tener siempre presente ante síndromes febriles asociados a manifestaciones hemorrágicas, daño renal, pulmonar, neurológico, hepático y lesiones dermatológicas, entre otros, la vigilancia del dengue, fiebre amarilla, peste, enfermedad de ébola o infecciones por Arenavirus.
- Estricta vigilancia de cuadros diarreicos con fiebre o sin ella, que causen deshidratación o la muerte, o brote de enfermedades diarreicas agudas como parte de la vigilancia del cólera y otras enterobacterias.
- Cumplimiento de toma de gota gruesa palúdica para la vigilancia de malaria y de monosueros al sexto día de fiebre para dengue, otras arbovirosis y otros procesos de etiología viral que se sospeche.
- Exigir el monitoreo y control de residuales líquidos, sólidos, vectores, alimentos y agua para el consumo humano.

### Red Mundial de Alerta y Respuesta ante Brotes Epidémicos (GOARN)
Es un mecanismo de colaboración técnica entre instituciones y redes ya existentes que aúnan sus recursos humanos y técnicos para identificar, confirmar y responder rápidamente a brotes epidémicos de importancia internacional. La Red brinda un marco operacional para reunir esos conocimientos especializados con el propósito de mantener a la comunidad internacional continuamente alerta ante la amenaza de brotes epidémicos y lista para responder.
Así también, la difusión de casos es importante. En tal sentido, la Organización Mundial de la Salud define que el propósito de las Alertas Epidemiológicas es diseminar información sobre los últimos eventos de salud pública de importancia internacional de acuerdo con las previsiones del Reglamento Sanitario Internacional (2005).
Esta serie de la OPS, informa sobre la situación regional en las Américas y sirve de complemento a la publicación sobre un brote epidémico determinado, que informan al nivel mundial. Las Alertas Epidemiológicas proporcionan información sobre la ocurrencia de eventos de salud pública internacional que fueron verificados con los Estados Miembros; así como también las recomendaciones que la OPS realiza en relación al evento.
Es posible relevar información sobre brotes, ya que las alertas remontan desde el año 2003, y se archivan por año y enfermedad.

## Siglo XX
Varias circunstancias del mundo moderno favorecen la emergencia de nuevas infecciones. El desarrollo de la higiene y los antibióticos favorecieron un descenso de la mortalidad perinatal e infantil que alteró los equilibrios demográficos, en algunos casos propiciando una explosión poblacional en territorios, sobre todo África, donde el resto de las circunstancias no han favorecido o permitido el desarrollo.
Hay que destacar:
- El abuso de los antibióticos ha producido la aparición de cepas resistentes de patógenos clásicos, como el bacilo de la tuberculosis, y de nuevas enfermedades nosocomiales (hospitalarias) que producen una morbilidad extensa y de consecuencias a menudo graves. En este marco hay que ver el resurgimiento de la tuberculosis.
- La generalización de medios de transporte personal rápidos, sobre todo el avión, hace muy difícil controlar la diseminación de brotes infecciosos, sobre todo cuando la incubación es larga. La crisis producida en torno al brote del SARS debe verse en este contexto. De manera semejante influye el comercio de materias primas, que extiende los vectores fuera de su área original y es la principal causa de epidemias de las plantas y el ganado.
- Transfusiones, injertos de tejido y trasplantes son la ocasión para nuevas formas de contagio, a veces de microorganismos o virus muy escasamente infectantes, dando lugar a situaciones previamente impensables que favorecen, a través de la recombinación genética y otros mecanismos, la evolución de nuevas cepas. Especialmente arriesgado es el recurso a xenotrasplantes (trasplantes en los que otras especies son donantes), porque favorecen la irrupción y probable adaptación al organismo humano de nuevos agentes infecciosos.
- Un caso especial es de las prácticas hiperhigiénicas extendidas entre ciertos grupos de población y progresivamente al conjunto de las poblaciones de los países industrializados. Alterando la ecología de las relaciones entre los individuos y su flora microbiana natural, se han promovido enfermedades de la inmunidad previamente raras y una mayor vulnerabilidad contra ciertas infecciones, al reducir la adaptación de los individuos. Algo de esto hubo en la gravedad de la epidemia de polio de los años 1950.

### Bibliográficas
- Gestal Otero. J.J. 1997. Enfermedades infecciosas emergentes. Alerta mundial, respuesta mundial. Revista Española de Salud Pública, 71: 225-9.
- Rey, J.R. 2007. Enfermedades infecciosas emergentes. Universidad de Florida, EE. UU.. IFAS Extensión.
- Suárez Larreinaga, C.L. & Berdasquera Corcho, D.B.2000. Enfermedades Emergentes y reemergentes: factores causales y vigilancia. Rev Cubana Med Gen Integr, 16 (6): pág. 595-7.
- Mesa Ridel R., Iraida Rodríguez L. & J. Teja. 2004. Las enfermedades emergentes y reemergentes: un problema de salud en las Américas. Rev Panam Salud
- Thompson, R.C.A., Lymbery, A.J. & A. Smith. 2010. Parasites, emerging disease and wildlife conservation. International Journal for Parasitology. Doi: 10.1016/j.ijpara.2010.04.009
- Shuman, E. 2010. Global climate change and infectious disease. The New England Journal of Medicine, 362:1061-1063. DOI: 10.1056/NEJMp0912931.
- Riverón Corteguera R. 2002. Enfermedades emergentes y reemergentes: un reto al siglo XXI. Revista Cubana de Pediatría, 74 (1) Ciudad de la Habana ene.-mar. http:// scielo.sld.cu/scielo.php?Pid=50034+75312003000100002gscripc .
- Valdés García L., Carbonell García I., Delgado Bustillo J. & M. Santin Peña. 1998. Enfermedades Emergentes y Reemergentes. Hepatitis GB.  MINSAP. Pág. 101-111
- Plan Nacional de Salud para el Cumplimiento de los Objetivos Sanitarios de la Década 2011 – 2020. 2010. Ministerio de Salud del Gobierno de Chile. 339 pag.
- Osofsky A.A, Kock R.O., Kock M.D., Kalema-Zikusoka G. , Grahn R., Leylan T. & W.B. Karesh.  Building support for protected areas using a “One Health” perspective. Capítulo 5.
- McMichael, A.J. 2004. Environmental and social influences on emerging infections. Phil. Trans. R. Soc. Lond. B (2004) 359: 1049–1058.